# 謝列季納
50°7′49″N 23°26′44″E / 50.13028°N 23.44556°E
謝列季納（烏克蘭語：Середина），是烏克蘭的村落，位於該國西部利沃夫州，由亞沃里夫區負責管轄，始建於1544年，面積0.42平方公里，海拔高度279米，2001年人口273，人口密度每平方公里650人。